# NGC 3654
إن جي سي 3654 التي يرمز لها بالرمز NGC 3654، هي مجرة، في كوكبة الدب الأكبر.

## الاكتشاف
اكتشفت في 6 أبريل 1793، بواسطة ويليام هيرشل.